# Sklodowska (cráter)
Sklodowska (Skłodowska) es un gran cráter de impacto perteneciente a la cara oculta de la Luna. Se encuentra justo después del terminador suroriental, y a veces se puede ver desde Tierra en condiciones favorables de libración y de iluminación. El cráter está situado al noreste de la planicie amurallada del cráter más antiguo Curie, y al suroeste de Pasteur, otra llanura amurallada.
|  |

Se trata de un cráter prominente, con un borde bien definido y poca apariencia de desgaste o erosión por impactos posteriores. El borde forma un círculo áspero, de perfil irregular y con una serie de pequeñas protuberancias exteriores, particularmente al sur y al suroeste. El pequeño cráter Sklodowska J penetra ligeramente en el borde suroriental.
La pared interior posee un sistema de terrazas múltiples, y presenta algunos estantes desprendidos en el lado noreste. Es algo más estrecha en el norte y más ancha al sur y al noreste. Dentro del cráter, el suelo interior es una llanura casi llana, que está marcada por una serie de pequeños cráteres. Presenta una formación central prominente, con un pico en el punto medio del cráter, que consiste en dos cordilleras separadas por un valle estrecho. El más grande de los dos picos se halla al noreste del centro, mientras que el más pequeño está al sudoeste.
Este cráter recibió este nombre en memoria al apellido de soltera de Maria Skłodowska-Curie, científica polaca nacionalizada francesa.

## Vistas
|  |  |  |

## Cráteres satélite
Por convención estos elementos son identificados en los mapas lunares poniendo la letra en el lado del punto medio del cráter que está más cercano a Sklodowska.
|            | \| Sklodowska \| Coordenadas \| Diámetro \| \| ---------- \| ----------------------------- \| -------- \| \| A \| 14°42′S 96°30′E / -14.7, 96.5 \| 44 km \| \| D \| 13°42′S 99°00′E / -13.7, 99.0 \| 16 km \| \| J \| 19°18′S 97°42′E / -19.3, 97.7 \| 16 km \| \| R \| 18°54′S 92°12′E / -18.9, 92.2 \| 17 km \| \| Y \| 13°12′S 95°24′E / -13.2, 95.4 \| 17 km \| |          |
| Sklodowska | Coordenadas | Diámetro |
| A          | 14°42′S 96°30′E / -14.7, 96.5 | 44 km    |
| D          | 13°42′S 99°00′E / -13.7, 99.0 | 16 km    |
| J          | 19°18′S 97°42′E / -19.3, 97.7 | 16 km    |
| R          | 18°54′S 92°12′E / -18.9, 92.2 | 17 km    |
| Y          | 13°12′S 95°24′E / -13.2, 95.4 | 17 km    |